# Saint-Martin-d’Arberoue
Saint-Martin-d’Arberoue (baskisch Donamartiri) ist eine französische Gemeinde mit 348 Einwohnern (Stand 1. Januar 2022) im Département Pyrénées-Atlantiques in der Region Nouvelle-Aquitaine (vor 2016: Aquitanien). Die Gemeinde gehört zum Arrondissement Bayonne und zum Kanton Pays de Bidache, Amikuze et Ostibarre (bis 2015: Kanton Hasparren).
Die Bewohner werden Donamartiritar genannt.

## Geographie
Saint-Martin-d’Arberoue liegt ca. 35 km südöstlich von Bayonne im historischen Landstrich Arberoue (baskisch Arberoa) der historischen Provinz Nieder-Navarra im französischen Teil des Baskenlands.
Die höchste Erhebung im Gebiet der Gemeinde ist der Eltzarruze (424 m).
Umgeben wird Saint-Martin-d’Arberoue von den Nachbargemeinden:
|               | Isturits                                    | Orègue                 |
| Saint-Esteben | Kompassrose, die auf Nachbargemeinden zeigt | Amorots-Succos Méharin |
|               | Armendarits                                 |                        |

Saint-Martin-d’Arberoue liegt im Einzugsgebiet des Flusses Adour.
Nebenflüsse des Lihoury durchqueren das Gebiet der Gemeinde,
- der Argazuriko Erreka und
- der Ruisseau l’Arbéroue, Namensgeber des Landstrichs, mit seinem Nebenfluss,
  - dem Haltzerreka, der in Saint-Martin-d’Arberoue entspringt, und sein Nebenfluss,
    - der Othalatzeko Erreka, der ebenfalls im Gemeindegebiet entspringt.[3]

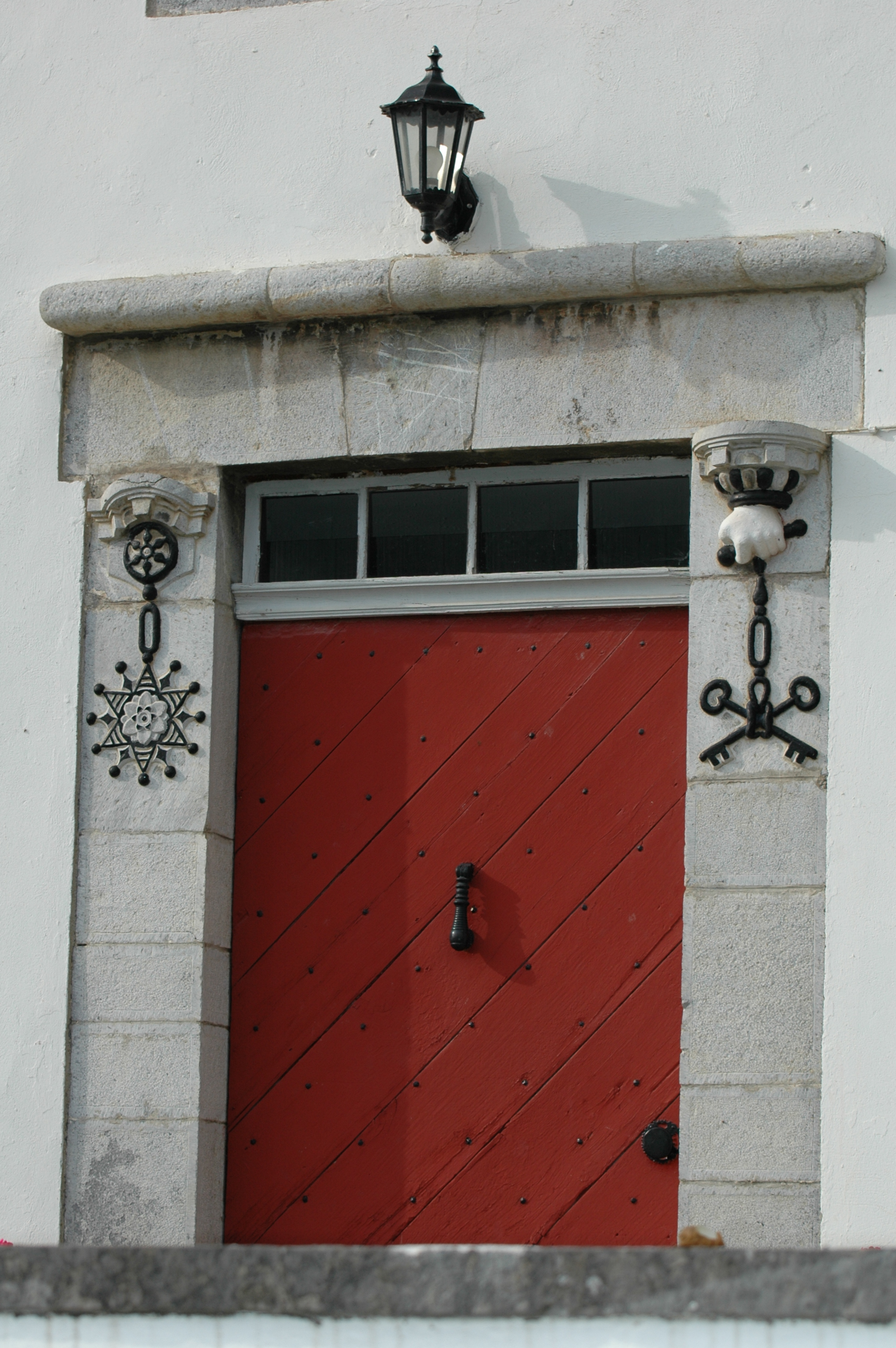
Tür eines Hauses in Saint-Martin-d’Arberoue

## Geschichte
Im 19. und im 20. Jahrhundert wurden die Höhlen von Isturitz und Oxocelhaya gefunden, die sich auf den Gebieten der Gemeinden Isturits und Saint-Martin-d’Arberoue erstrecken. Es wird geschätzt, dass die Menschen sie seit dem Zeitalter des Moustérien vor über 30.000 Jahren aufgesucht haben.
Um 1249 nahm das Dorf seine Formen an und galt als Hauptort des Arberouetals. Das Gericht der Bailliage versammelte sich hier und sprach Recht über Fälle, in denen Adelige involviert waren. Johann II. von Aragon und seine Frau, Blanka von Navarra, wollten die Grenze zur Gascogne sichern und adelten 1435 zu diesem Zweck 128 Häuser im Arberouetal. Dies enthob den Familien von ihrer Pflicht der Zahlung für das Lehen, räumte ihnen andererseits nicht das Recht auf einen Sitz in der Ständeversammlung von Navarra ein. In Saint-Martin-d’Arberoue betraf dies 23 Häuser und damit bis auf wenige Ausnahmen alle in dem Dorf. 1657 wurde die Grundherrschaft von Saint-Martin-d’Arberoue zum Baronat erhoben, das dem König von Navrarre unterstand. Mit der Neuordnung der Territorien zu Beginn der Französischen Revolution wurde Saint-Martin-d’Arberoue für eine kurze Zeit Hauptort des Kantons im Bezirk von Saint-Palais.
Toponyme und Erwähnungen von Saint-Martin-d’Arberoue waren:
- Sant Martin und Belhoriz (1249),
- Sant Martin de Beloriz (1366),
- Sant-Martin (1513, Urkunden aus Pamplona),
- Saint Martin d’Arberoue (1750, Karte von Cassini),
- Saint Martin (1793, Notice Communale),
- Saint-Martin (1801, Bulletin des Lois) und
- Saint-Martin-d’Arberoue (1863, Dictionnaire topographique du département des Basses-Pyrénées).[7][8][9][10]

### Wappen
Das Wappen lässt sich nach Guy Ascarat, Heraldiker und Historiker, folgendermaßen interpretieren:
Es ist das Wappen der ersten Grundherren von Saint-Martin-d’Arberoue. Das Pelzwerk des Hermelins war im Mittelalter ein Luxusprodukt und das Tragen war reglementiert. Deshalb ist es ein Symbol für die Ausübung von Macht. Nur Landesfürsten, Mitglieder der königlichen Familie, die Pairs von Frankreich und bestimmten hochrangigen Beamten war das Tragen erlaubt.

### Einwohnerentwicklung
Nach Höchstständen der Einwohnerzahl von rund 700 zu Beginn des 19. Jahrhunderts reduzierte sich die Zahl bei kurzen Erholungsphasen bis zu den 1980er Jahren auf rund 280. In der Folge ist bis heute ein moderates Wachstum zu verzeichnen.
| Jahr      | 1962 | 1968 | 1975 | 1982 | 1990 | 1999 | 2006 | 2009 | 2022 |
| --------- | ---- | ---- | ---- | ---- | ---- | ---- | ---- | ---- | ---- |
| Einwohner | 373  | 350  | 297  | 284  | 303  | 305  | 293  | 314  | 348  |

## Sehenswürdigkeiten

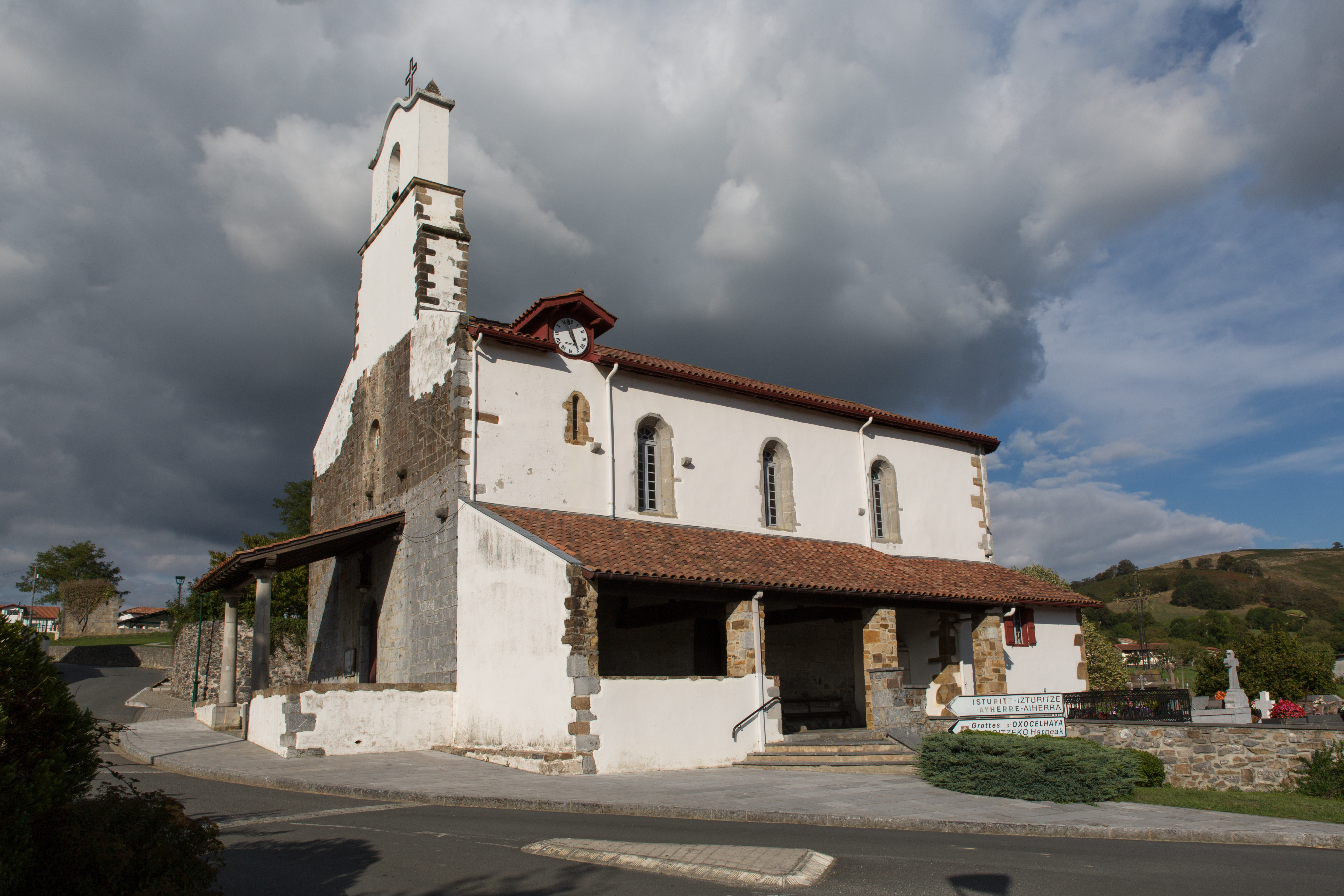
Pfarrkirche Saint-Martin

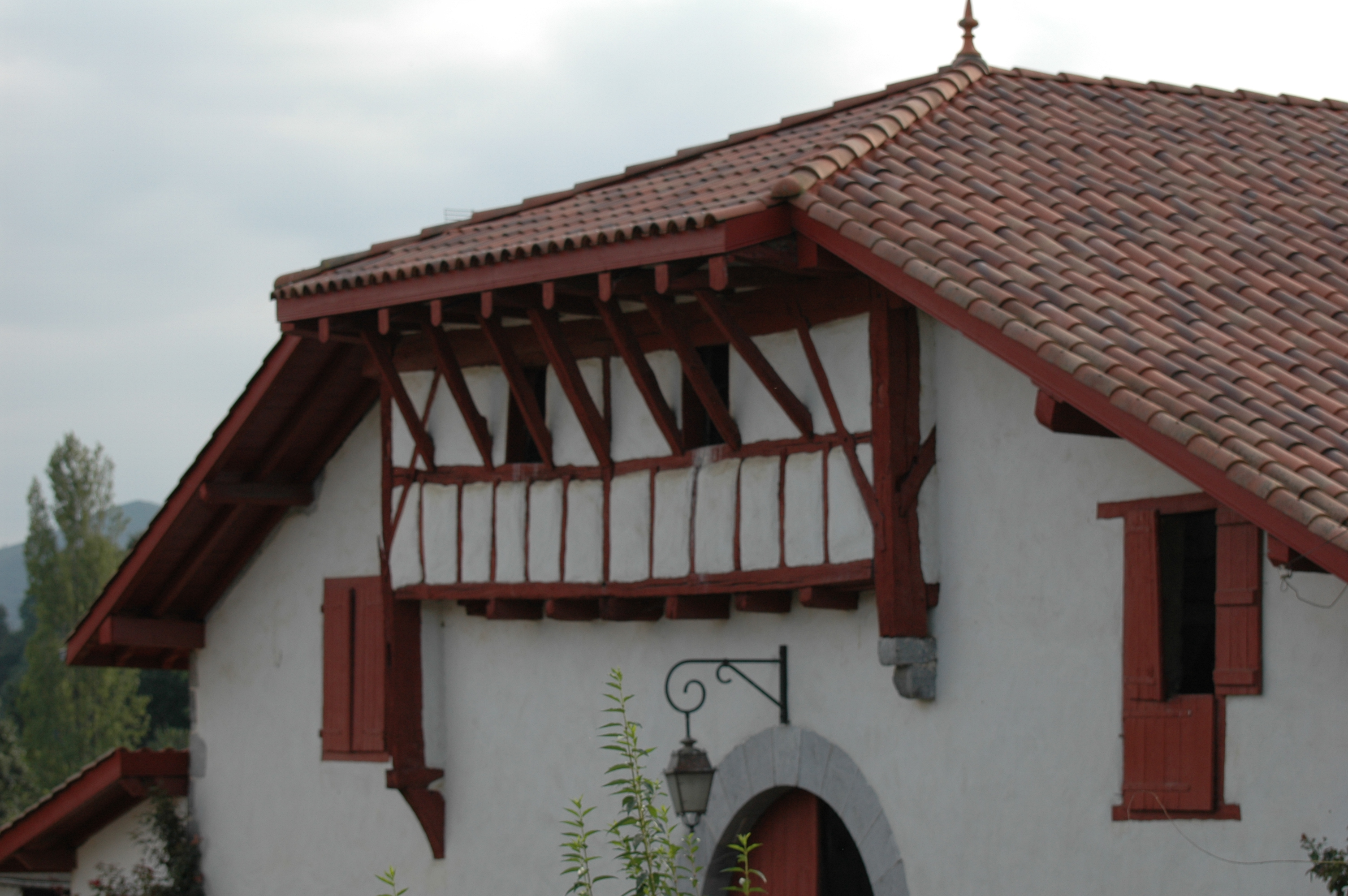
Haus Pekoetxea

- Pfarrkirche, geweiht Martin von Tours. Das Datum der Errichtung des einfachen Vorgängerbaus ist nicht bekannt. Es wird vermutet, dass er vor den Hugenottenkriegen am Ende des 16. Jahrhunderts bereits existiert hatte und es ist möglich, dass die Beschädigungen in dieser Auseinandersetzung zu einem vollständigen oder teilweisen Neubau der Pfarrkirche in den Jahren 1866 und 1867 im Zentrum der Gemeinde am Friedhof führte. Während dieser Arbeiten wurden zwei Glasfenster des Glasmalers Pierre-Gustave Dagrand aus Bayonne geschaffen. Die Kirche ist mit einer Empore aus Holz mit Bankreihen auf zwei Ebenen ausgestattet, die das einschiffige Langhaus auf drei Seiten umsäumt. Auf der Westfassade ragt ein Glockengiebel empor. Der Langbau wird im Osten mit einer Apsis abgeschlossen, unter der sich im Souterrain die Sakristei befindet. Die weiß verputzten Außenwände bilden einen Kontrast zu den roten Hohlziegeln. Dieses Wechselspiel der Farben ist oft sowohl bei Sakralbauten als auch bei großen Adelshäusern der Region anzutreffen.[12][13] Das Kircheninnere birgt ein barockes Altarretabel aus dem 17. oder 18. Jahrhundert. Sein Tabernakel ist reich verziert mit vergoldeten Pflanzenmotiven und kleinen Schlangensäulen. Zwei Doppelsäulen mit Kapitellen bilden einen Rahmen um das Retabel, dessen Tafel im Hintergrund Puttenköpfe zeigt. Ein Okulus in der Apsis ist mit seinem farbigen Glasfenster in das Gesamtwerk integriert.[14]

- Haus Pekoetxea. Es besitzt zwei Stockwerke und ein Dachgeschoss auf einem rechteckigen Grundriss. Sein Dach hat drei Flächen, eine waagerechte in der Mitte und zwei abgeschrägte an den Seiten. Es zeigt mehrere Besonderheiten der Häuser des Nieder-Navarra, seine weiß getünchten Außenwände, sein mit Steinen aus Sandstein umsäumtes Tor oder die mit verzahnten Werksteinen versehenen Mauerecken, die den allgemeinen Eindruck von Robustheit betonen. Holzelemente, wie Träger, die den Dachüberhang halten, Türblätter oder Fensterläden sind in die im Baskenland traditionell verwendeten roten Ochsenblutfarben gestrichen.[15]

- Höhlen von Isturitz und Oxocelhaya. → Hauptartikel: Höhlen von Isturitz und Oxocelhaya Von den drei Grotten Isturitz, Oxocelhaya und Erberua sind nur die ersten beiden der Öffentlichkeit von Mitte März bis Mitte November zugänglich. Diese beiden Grotten sind seit dem 1. Oktober 1953 als Monument historique klassifiziert. Die Grotte Erberua ist hingegen der wissenschaftlichen Forschung vorbehalten.[4][16][17]

## Wirtschaft und Infrastruktur

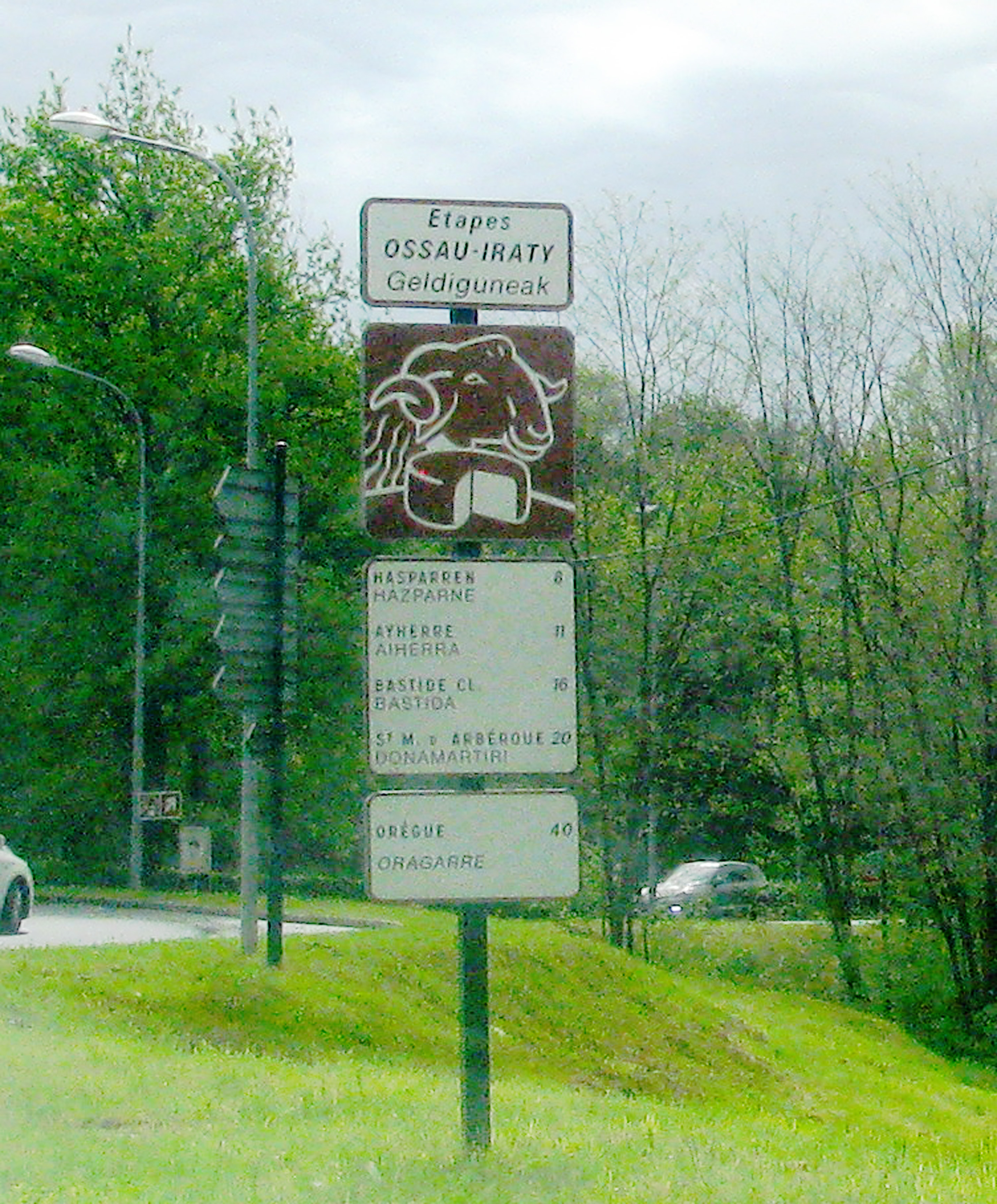
Hinweisschild auf der Route des Ossau-Iraty

Landwirtschaft, Handwerk, Handel und Tourismus sind die Wirtschaftsfaktoren der Gemeinde. Die Landwirtschaft stützt sich auf die Aufzucht von Schafen und Rindern zur Produktion von Milch und Fleisch.
Saint-Martin-d’Arberoue liegt in den Zonen AOC des Ossau-Iraty, eines traditionell hergestellten Schnittkäses aus Schafmilch, sowie der Schweinerasse und des Schinkens „Kintoa“.
Der Bauernhof „Agerria“ in Saint-Martin-d’Arberoue produziert und verkauft u. a. Ossau-Iraty und Erzeugnisse des baskischen Schweins „Kintoa“. Er lädt ganzjährig zur Verkostung seiner Produkte ein und bietet saisonal die Möglichkeit zur Mitarbeit bei Ablammungen, Melken, Schafschur oder Heuernten an.

### Bildung

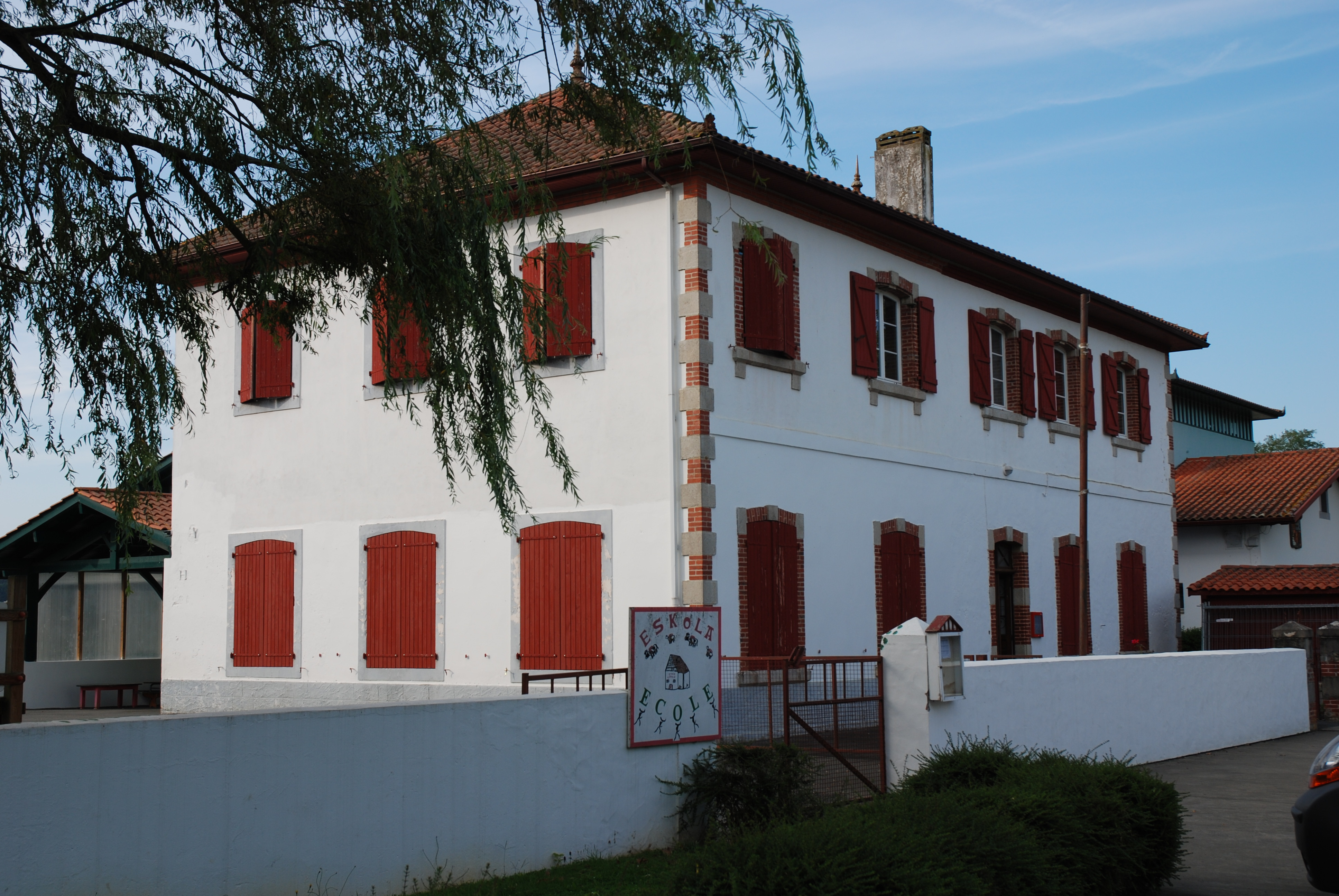
Städtische Vorschule

Die Gemeinde verfügt über eine öffentliche Vorschule mit 22 Schülerinnen und Schülern im Schuljahr 2017/2018 und über eine private Vor- und Grundschule „Arberoa Ikastola“ mit 49 Schülerinnen und Schülern im Schuljahr 2017/2018. Letztere gehört einem Verband von Schulen im Baskenland, in denen hauptsächlich in baskischer Sprache unterrichtet wird.

### Verkehr
Saint-Martin-d’Arberoue wird durchquert von den Routes départementales 14 und 251.